# Ercole Drei
Ercole Drei (* 28. September 1886 in Faenza; † 1. Oktober 1973 in Rom) war ein italienischer Bildhauer.

## Leben

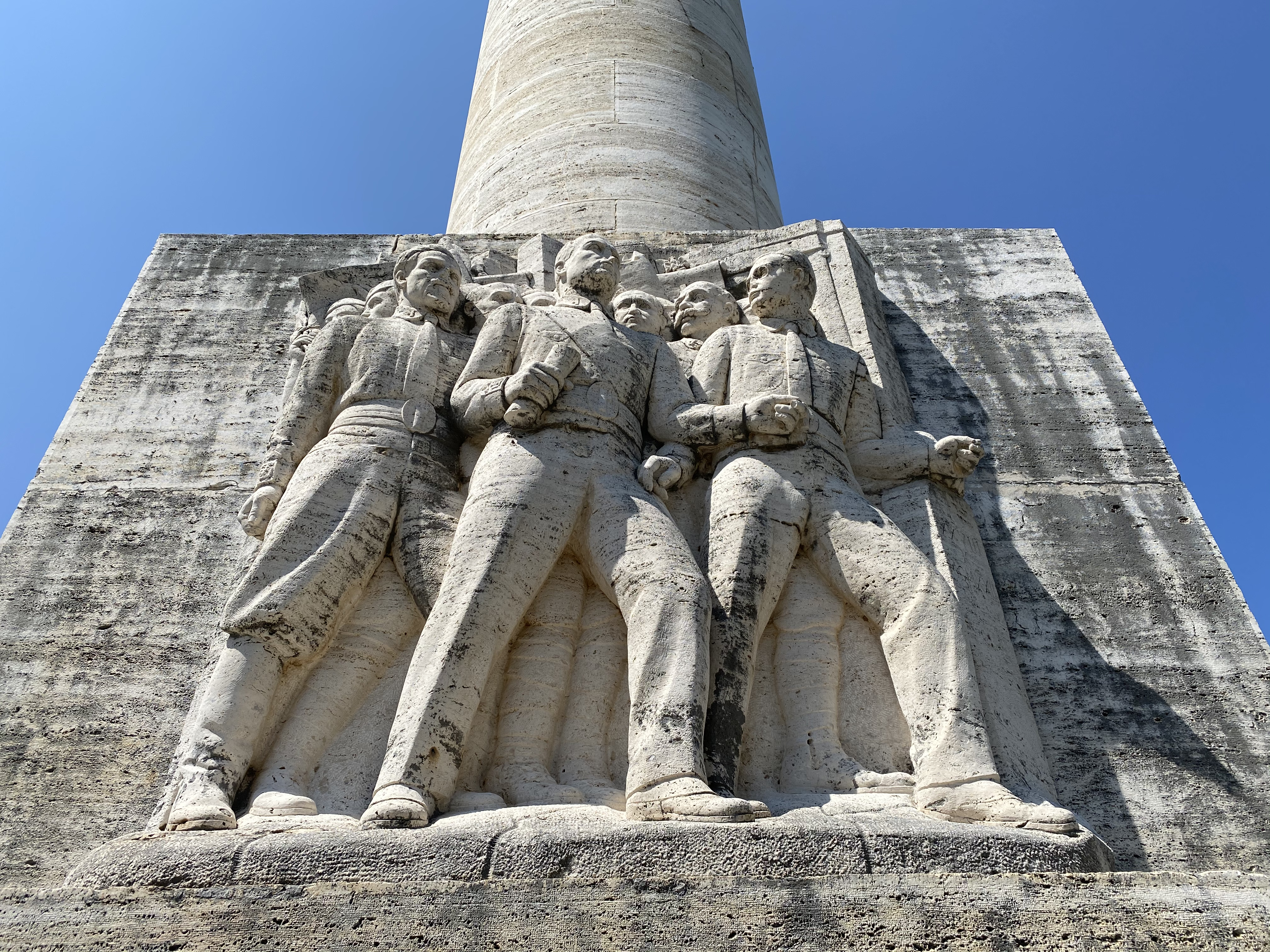
Ercole Drei, Travertin-Hochrelief des Denkmals für Michele Bianchi in Belmonte Calabro, das den Marsch auf Rom darstellt (1932)

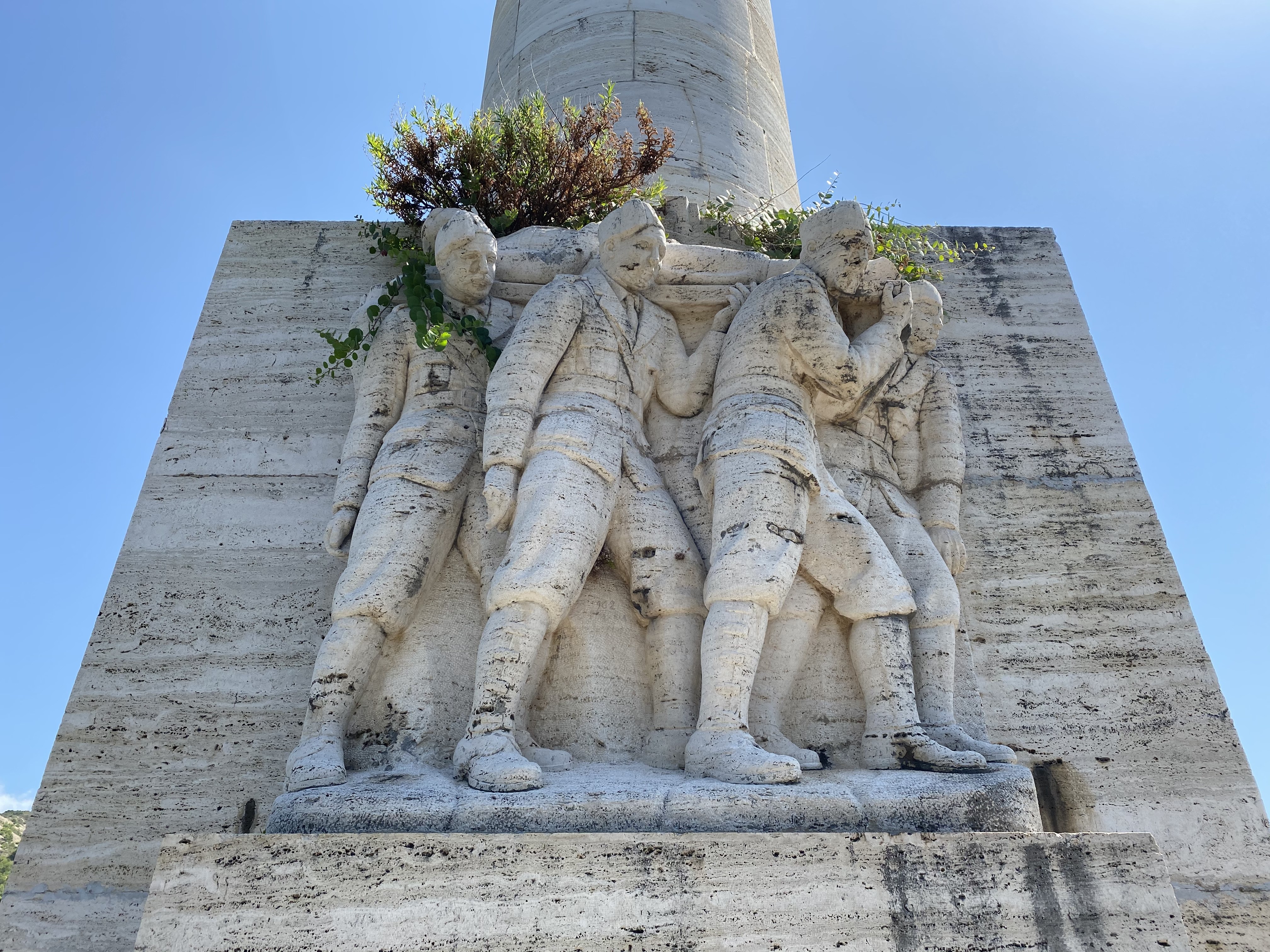
Ercole Drei, Travertin-Hochrelief des Denkmals für Michele Bianchi in Belmonte Calabro, das die Aufbahrung des Leichnams von Michele Bianchi im Mausoleum zeigt (1932)

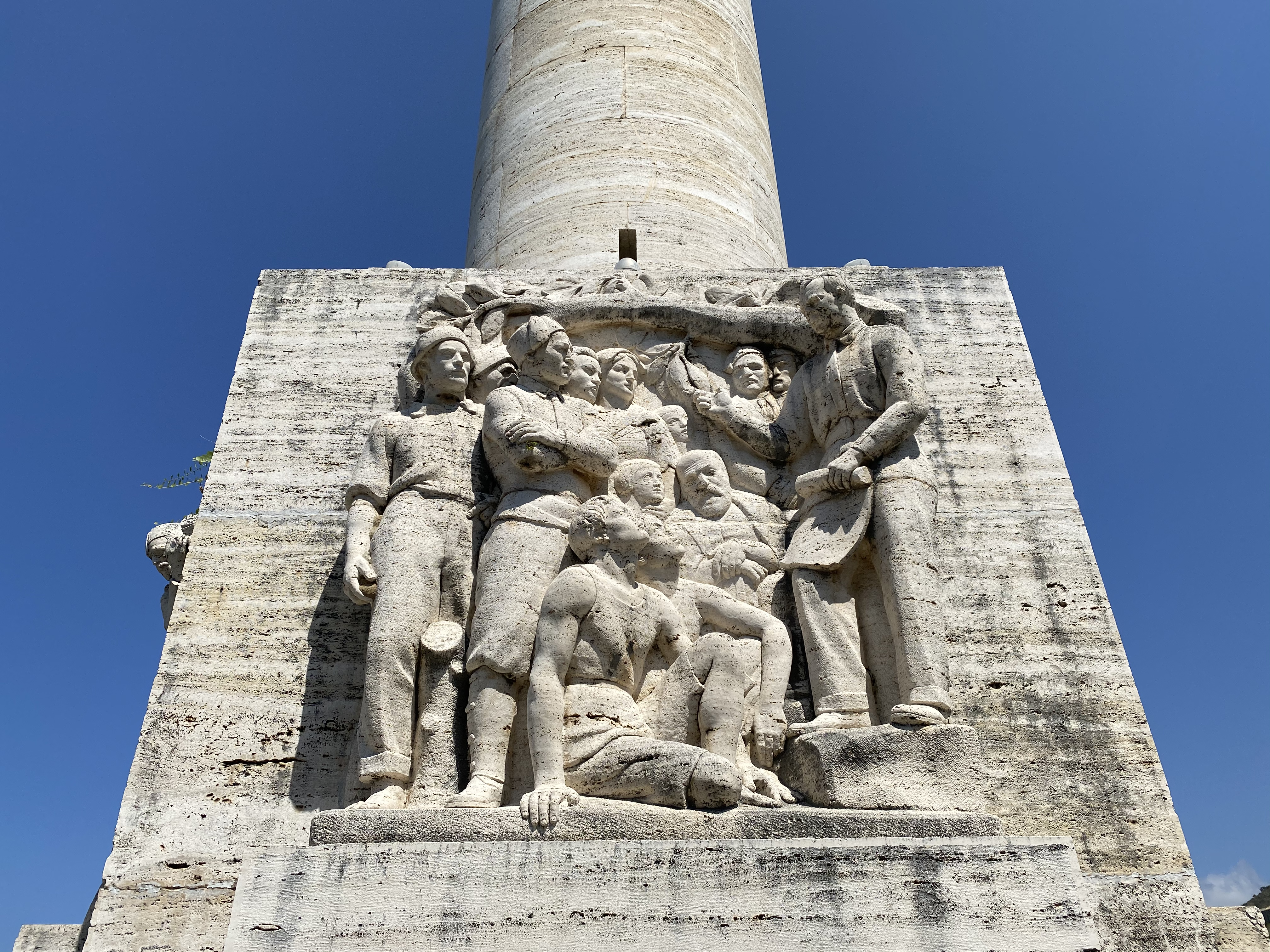
Ercole Drei, Travertin-Hochrelief des Denkmals für Michele Bianchi in Belmonte Calabro, das Michele Bianchi bei der Anleitung der Arbeiter zeigt (1932)

Nach seiner Ausbildung an der Scuola di Arti e Mestieri in Faenza unter der Leitung von Antonio Berti schloss er sich im Alter von 16 Jahren der Gruppe um Domenico Baccarini an, der auch Francesco Nonni, Raffaele Ugonia, Giovanni Guerrini und Domenico Rambelli angehörten.
Dank eines Stipendiums der Gemeinde Faenza besuchte er ab 1904 die Accademia di Belle Arti in Florenz, wo er Schüler von Augusto Rivalta in der Fachrichtung Bildhauerei und von Giovanni Fattori in der Fachrichtung Malerei war. In Florenz hatte er die Gelegenheit, sich mit den bedeutendsten Persönlichkeiten des kulturellen Umfelds der Stadt anzufreunden.
Im Jahr 1910 gewann er den Baruzzi-Wettbewerb der Stadt Bologna mit seiner Skulptur Cassandra (Marmor, Pinacoteca Comunale di Faenza) und 1911 den ersten Preis der Kunstausstellung von Faenza.
Im Jahr 1912 gewann er den Premio Curlandese der Accademia di Belle Arti in Bologna sowie den Preis der Società di Belle Arti in Florenz. Im selben Jahr nahm er an der Biennale von Venedig teil. Im darauffolgenden Jahr gewann er das Pensionato nazionale artistico der Accademia di Belle Arti di Roma. Er erhielt ein Stipendium für Bildhauerei mit Unterkunft und Studium in Rom an derselben Akademie für den Zeitraum 1913–1914. Das Stipendium sollte in den folgenden zwei Jahren erneuert werden.
1913 wurde er zum Ehrenakademiker der Accademia di Belle Arti di Bologna ernannt.
In den Jahren 1914 und 1915 nahm er an zwei Ausgaben der Secessione Romana teil.
Als er 1915 zum Militärdienst einberufen wurde, begann er, sich auch der Malerei zu widmen. Nach seiner Entlassung im Jahr 1918 heiratete er im folgenden Jahr Margherita Montanari, mit der er drei Töchter hatte.
Nach der Biennale von Venedig im Jahr 1920 mietete er ein Atelier in der römischen Villa Strohl-Fern, die sich zu diesem Zeitpunkt bereits zu einem Künstlerklub im Herzen des Parks der Villa Borghese entwickelt hatte. Dort lebte er bis zu seinem Tod.
1921 gewann er den Wettbewerb für die Statue L'insurrezione (Der Aufstand) im Denkmal für Vittorio Emanuele II. auf der Piazza Venezia in Rom. Im selben Jahr wurde das von ihm geschaffene Denkmal für Nazario Sauro in Porto Corsini bei Ravenna aufgestellt. Ebenfalls 1924 wurde die Skulpturengruppe Il lavoro e il risparmio (Arbeit und Sparen) auf dem Giebel des alten Gebäudes der Banca di Sconto in Rom aufgestellt.
1925 schuf er das Denkmal für die Gefallenen für Savignano di Romagna und Fusignano, 1926 ein weiteres für Granarolo Faentino. 1927 schuf er die Quadriga und die Flachreliefs für den Justizpalast in Messina. 1932 arbeitete er an dem Denkmal für Michele Bianchi in Belmonte Calabro und schuf vier Hochreliefs aus Travertin. Seine Bronzegruppe Giuocatori di calcio (dt. Fußballspieler) erhielt bei den Olympischen Spielen 1932 eine Ehrenvolle Erwähnung.
Neben diesen monumentalen Werken schuf er auch intimere Arbeiten für verschiedene italienische und ausländische Kunstausstellungen und Veranstaltungen.
Im Jahr 1927 wurde er zum Professor für Bildhauerei an der Accademia di Belle Arti di Roma ernannt, wo er bis 1957 lehrte. Zu seinen Schülern zählten Quinto Ghermandi, Luciano Minguzzi und Angelo Tavoni.
Er durchlebte eine Zeit familiärer Widrigkeiten: 1931 wurde er Witwer und 1941 verstarb seine dritte Tochter. Dennoch suchte er Zuflucht in der Kreativität: Herkules im Stadio dei Marmi in Rom, das Denkmal für die faschistischen Gefallenen auf dem Monumentalfriedhof Certosa in Bologna (1934), das Denkmal für Alfredo Oriani auf dem Colle Oppio (1935), einige Flachreliefs für die Brücke Duca d’Aosta (1938). Die Stele Il lavoro dei campi (Die Arbeit auf den Feldern), 1940–42 für die Weltausstellung in Rom ausgeführt, wurde erst 1962 fertiggestellt und in Rom in der Viale del Turismo aufgestellt.
Im Jahr 1940 wurde er zum Mitglied der Accademia di San Luca ernannt.
Nach dem Krieg setzte er seine Tätigkeit intensiv fort. Für seine Professionalität wurde er 1947 zum Mitglied des Obersten Rates für Altertümer und Schöne Künste ernannt (er blieb bis 1951 im Amt). 1953 schuf er das Reiterdenkmal von General Pulaski für die Stadt Providence in Rhode Island (USA). 1954 wurde er zum Direktor der Accademia di Belle Arti di Bologna ernannt und hatte dieses Amt bis 1967 inne.
In seinen letzten Lebensjahren schuf er zahlreiche Werke, darunter: Gli Amanti (1952), Vanità (1954) und Diana (1955).
Er starb in Rom im Alter von 87 Jahren.